# Arena Gliwice
Arena Gliwice je večnamenska pokrita arena, ki stoji v poljskem mestu Gliwice. Na glavnih tribunah ima 13.752 sedežev in skupno prostora za 17.178 obiskovalcev, s čimer je ena največjih dvoran na Poljskem. Po besedah upravljavca je v njej postavljena najvišja plezalna stena v Evropi. Ob areni je dvonadstropna garažna hiša, katere streho je možno uporabiti za razne zunanje dogodke. Sprva se je imenovala Hala Podium, nato pa so jo preimenovali v Hala Gliwice. Od otvoritve leta 2018 jo imenujejo tudi Arena Gliwice, predvsem za mednarodne dogodke.
Gradnja se je pričela leta 2013 po porušenju stadiona, ki je prej stal na tem mestu. Mestne oblasti so računale na financiranje Evropske unije, a so bile na razpisu neuspešne, zato je mesto gradnjo v celoti financiralo samo. Po prvotnih načrtih naj bi stala 321 milijonov zlotov (približno 65 milijonov evrov) in bila dokončana sredi leta 2015. Iz mestnega proračuna za leto 2017–2018 je razvidno, da je bila dejanska cena za skoraj tretjino višja.
Teden dni pred otvoritvijo, 6. maja 2018, je bil po areni speljan del trase teka za ženske »Bieg Kobiet Zawsze Pier(w)si«, v sklopu dogodka za ozaveščanje o raku dojke. Uradna otvoritev je bila 12. in 13. maja 2018, kmalu po tistem pa je Arena Gliwice gostila koncert trance producenta Armina van Buurena. Leta 2019 je v njej potekalo tekmovanje za mladinsko pesem Evrovizije, leta 2022 pa zaključni boji svetovnega prvenstva v odbojki.